# Utilitarian
Utilitarian ist das 14. Studioalbum der britischen Grindcore-Band Napalm Death. Es erschien am 24. Februar 2012 bei Century Media. Parallel zu dem Album startete die Band auf Facebook die Kampagne Occupy Napalm, mit der sie zur Unterstützung der Occupy-Bewegung aufrief.

## Entstehung
Die Liedideen stammen überwiegend von Shane Embury und Mitch Harris, während das Albumkonzept weitestgehend auf den Texten von Sänger Barney Greenway beruhen. Während die Einflüsse von Shane Embury im traditionellen US-Hardcore und frühen Death Metal liegen, bringt Mitch Harris modernere Ideen ein. Die Aufnahmen begannen im Februar 2011 in den Parlour Studios, Kettering, England, und dauerten mit Unterbrechungen bis Oktober 2011. Produziert wurde es von Russ Russell, der Endmix war im November 2011 fertiggestellt. Als Gastmusiker ist John Zorn in Everyday Pox zu hören, wo er die Saxophon-Teile einspielte.

## Konzeption
Das Albumkonzept bezieht sich auf den Kernsatz des Utilitarismus „Handle so, dass das größtmögliche Maß an Glück entsteht!“ Allerdings steht die Band dem Utilitarismus selber kritisch gegenüber, der Ansatz des Albums sei, Menschen zum Nachdenken zu bewegen und ihre eigenen Schlüsse aus den Lehren des Utilitarismus zu ziehen. Das Albumcover stammt von dem dänischen Künstler Frode Sylthe und lehnt sich von der Gestaltung her an das Cover von Napalm Deaths Debütalbum Scum an. Es zeigt in der Mitte einen am Boden liegenden Menschen, der den Utilitarismus symbolisiert. Um ihn herum befinden sich mehrere Menschen in dunklen Anzügen, die auf den am Boden Liegenden eintreten, sie sollen die Staatsgewalt symbolisieren, welche die positiven und ethischen Werte aus ihm herausprügelt. Obwohl das Album einer Grundidee folgt, ist es kein Konzeptalbum. In den Texten finden sich politische Aussagen zu verschiedenen Themen. Errors in the Signals handelt vom Druck der Gesellschaft auf den Einzelnen, sich massenkonform zu verhalten, Orders of Magnitute (von Mitch Harris getextet) thematisiert Pläne, das Klima zu manipulieren, und A Gag Reflex (dt.: ‚Brechreiz‘) richtet sich gegen die Abneigung mancher Menschen gegenüber Homosexuellen.

## Kritiken und Erfolg
Volkmar Weber vom Rock Hard meint, dass Utilitarian keine leicht verdauliche Kost sei, vielmehr handele es sich bei dem Album um einen „Grind-Break-Hassbrocken“. Michael Edele vom Online-Magazin laut.de nennt Utilitarian ein „Highlight im Extrem-Bereich“. Das Album biete einiges an Abwechslung mit dem gewöhnungsbedürftigen Saxophon-Spiel von John Zorn, den neu hinzugekommenen Chören, den Einflüssen aus dem Thrash Metal sowie dem Voivod-ähnlichen Klargesang. Edele lobt diese Vielfalt, meint aber, dass diese für manchen Fan der Band „zu viel des Guten“ sein könnte. Jon O’Brien von Allmusic nennt das Album „brutal, hemmungslos und wild“ und es zeige, dass die Band noch nicht zum alten Eisen gehöre.
Utilitarian erreichte die offiziellen Verkaufscharts in Deutschland und in der Schweiz und ist das erste Album von Napalm Death, dass sich in den US-amerikanischen Album-Charts platzieren konnte. In der Woche vom 17. März 2012 stieg es auf Platz 14 in die Top Heatseekers Album ein. Das deutsche Magazin Visions führte im Frühjahr 2017 das Album in ihrer Liste der 66+6 besten Metal-Alben des dritten Jahrtausends.

## Titelliste
1. Circumspect – 2:09
2. Errors in the Signals – 3:00
3. Everyday Pox – 2:10
4. Protection Racket – 3:52
5. The Wolf I Feed – 2:50
6. Quarantined – 2:46
7. Fall on Their Swords – 3:55
8. Collision Course – 3:12
9. Orders of Magnitude – 3:19
10. Think Tank Trials – 2:25
11. Blank Look About Face – 3:09
12. Leper Colony – 3:20
13. Aim Without an Aim – 3:06[Hinw. 1]
14. Everything in Mono – 2:49[Hinw. 1]
15. Nom de guerre – 1:05
16. Analysis Paralysis – 3:20
17. Opposites Repellent – 1:21
18. A Gag Reflex – 3:27

Hinweis
1. 1 2  Bonustrack